# باري كانليف
باري كانليف (بالإنجليزية: Barry Cunliffe)‏ هو عالم آثار بريطاني، ولد في 10 ديسمبر 1939.

## وصلات خارجية
- باري كانليف على موقع IMDb (الإنجليزية)
- باري كانليف على موقع قاعدة بيانات الفيلم (الإنجليزية)